# James Lipton
James Lipton, född 19 september 1926 i Detroit, Michigan, död 2 mars 2020 på Manhattan i New York, var en amerikansk författare, poet, talkshowvärd, skådespelare och dekanus emeritus på Actors Studio Drama School i New York.
Lipton var exekutiv producent, manusförfattare och programledare för intervjuprogrammet Inside the Actors Studio, som hade premiär 1994. Han var även pilot och hängiven medlem av Aircraft Owners och Pilots Association.